# Мелані Вервір
Мелані Вервір (англ. Melanne Verveer) — виконавчий директор Інституту з проблем жінок, миру та безпеки Джорджтаунського університету, партнер-засновник Seneca Point Global та співзасновник Seneca Women — платформ, діяльність яких спрямовано на активніше залучення жінок до керування в комерційних та державних установах різного рівня. У співавторстві з Кім Азареллі (англ. Kim Azzarelli) видала книгу «Вперед: як жінки можуть домогтися влади і мети».
Мелані Вервір народилася 24 червня 1944 року у Поттсвілі (англ. Pottsville), штат Пенсільванія. Має українське коріння по обох лінях батьків. Закінчила Джорджтаунський університет. Є членом демократичної партії.
У 2001 р. разом з Гіларі Клінтон заснувала Vital Voices — міжнародну неурядову організацію, яка підтримує розвиток та виховання лідерських якостей та навичок у жінок для діяльності у сфері політики, економіки та соціального життя.
У лютому 2009 р. Барак Обама призначив Мелані Вервір першим в історії американським Послом з особливих доручень, відповідальним за глобальні питання жінок у Держдепартаменті США (затверджено Сенатом Сполучених Штатів в квітні 2009 року). На цій посаді протягом наступних 4-х років працювала з Держсекретарем США Гіларі Клінтон, відповідаючи за координацію зовнішньої політики у сфері просування прав жінок.
В Україні діяльність Мелані Вервір відзначено нагородами орденом княгині Ольги III ступеня та орденом княгині Ольги ІІ ступеня